# Australski parlament
Australski parlament je savezni parlament šest australskih država i dva teritorija. Dvodoman je, po Westminsterskoj tradiciji, te uz malo utjecaja Kongresa SAD-a. Prema 1. članku Ustava Australije, parlament se sastoji od tri komponente: kraljice, senata i zastupničkog doma. Kraljicu obično predstavlja generalni guverner.
Dana 2. srpnja 2016. godine 59-godišnja Linda Burney, koja vuče podrijetlo od naroda Wiradjuri, postala je prva domorotkinja izabrana za zastupnicu u australskom parlamentu.